# Ischionodonta earina
Ischionodonta earina là một loài bọ cánh cứng trong họ Cerambycidae.